# Boris Becker
Boris Franz Becker (Leimen, 22. studenog 1967.) umirovljeni je njemački tenisač, bivši broj 1 na ATP-ovoj ljestvici tenisača.
Becker je bio jedan od dominantnijih tenisača kraja 1980-ih te tijekom 1990-ih. 1985. je, u dobi od 17 godina, kao najmlađi igrač ikad osvojio Wimbledon, a ujedno i kao prvi Nijemac u povijesti. Uspjeh je ponovio 1986. i 1989.
U karijeri je osvojio 6 Grand Slamova, uz ukupno 10 ostvarenih plasmana u finale. 1991. je nakratko bio i prvi na ATP-ovoj ljestvici tenisača. Samo od nagrada u karijeri zaradio je više od 25 milijuna američkih dolara.
Poznat kao igrač jakog servisa i volley-igre na mreži, Becker se najbolje snalazio na brzim podlogama kao što je trava. Na zemlji je igrao nešto lošije, iako je u karijeri jedinu olimpijsku medalju osvojio upravo na toj podlozi, na Igrama u Barceloni 1992. kada je osvojio zlato za Njemačku u igri muških parova igrajući u paru s Michaelom Stichom.

## Pobjede na Grand Slamovim turnirima
| Br. | Datum | Datum        | Turnir          | Protivnik u finalu | Rezultat           |
| 1.  | 1985. | 7. srpnja    | Wimbledon       | Kevin Curren       | 6:3, 6:7, 7:6, 6:4 |
| 2.  | 1986. | 6. srpnja    | Wimbledon       | Ivan Lendl         | 6:4, 6:3, 7:5      |
| 3.  | 1989. | 9. srpnja    | Wimbledon       | Stefan Edberg      | 6:0, 7:6, 6:4      |
| 4.  | 1989. | 10. rujna    | US Open         | Ivan Lendl         | 7:6, 1:6, 6:3, 7:6 |
| 5.  | 1991. | 27. siječnja | Australian Open | Ivan Lendl         | 1:6, 6:4, 6:4, 6:4 |
| 6.  | 1996. | 28. siječnja | Australian Open | Michael Chang      | 6:2, 6:4, 2:6, 6:2 |

## Vanjske poveznice
- Profil na stranici ATP Toura (engl.)
- Profil  Arhivirana inačica izvorne stranice od 22. rujna 2010. (Wayback Machine) na stranici ATP Champions Toura (engl.)

### Ostali projekti
|  | Zajednički poslužitelj ima još gradiva o temi Boris Becker |